# Erik Sorto
Erik Sorto est le premier paraplégique à avoir réussi à contrôler par la seule force de sa pensée un bras robotisé. 
Cet américain fut paralysé à la suite d'une agression violente par arme à feu.  

## Histoire
En mai 2015 (13 ans après son agression), à l'âge de 34 ans, deux puces ont été placées dans son cerveau sur une zone qui contrôle les mouvements. Branchées à des ordinateurs, elles décodent ses intentions et les transmettent au bras. 
Ce  projet mené par l'université de Caltech, Keck Medicine of USC et Rancho Los Amigos National Rehabilitation Center est une première mondiale,,,.